# Tur (govedo)
Divlje (evropsko) govedo ili divlje (evropsko) goveče, ili tur (lat. Bos primigenius), je izuzetno krupna vrsta iz roda prava goveda (Bos), koja je u Evropi istrijebljena početkom 17. veka. Potomak tura je današnje domaće govedo.
Divlje govedo se nalazi na grbu Moldavije i Rumunije.

## Izgled i građa
Govedo tur je bilo nešto većih dimenzija nego današnja domaća goveda koje poznajemo. Dužina tela odraslog mužjaka je dostizala i do 2,8 m i još 0,8 m dužine repa. Visina leđa kod mužjaka je varirala između 160 i 180 cm, dok je kod ženke iznosila oko 150 cm. Zubna formula (kao i kod drugih vrsta roda potporodice Bovinae) je:
| 0.0.3.3 |
| 3.1.3.3 |

Polni dimorfizam je bio izražen i razlika između mužjaka i ženki, osim osnovnih razlika, je bila u boji i veličini. Ženke su bile manje (kraće i nešto nižeg grebena) od mužjaka. Boja mužjaka je crnosmeđa, dok je boja ženki crvenkastosmeđa. Rogovi su bili svijetli (skoro bijeli) sa crnim vrhovima.

## Način života
Evropsko divlje govedo je bilo rasprostranjeno skoro u cijeloj Evropi. Njihovo stanište su bile šume. Te šume su bile većinom vlažne, močvarne ili u riječnim dolinama, zbog potreba za vodom. Ova goveda su živjela u krdima, a poneki stariji mužjaci su živjeli solitarno da bi se u vrijeme parenja pridruživali krdima. U krdu, koje je brojalo nekoliko desetina jedinki, postojao je dominantni mužjak, pa je za vrijeme parenja dolazilo do borbi oko ženke. Parenje se vjerovatno odvijalo krajem ljeta, a telad su dolazila na svijet krajem proljeća. Tur se najviše hranio travom, ali i plodovima voća, lišćem, mekšim grančicama i sl. Za razliku od većine današnjih vrsta goveda koji su u pravilu dnevne životinje, tur je bio aktivan u sumrak i noću.

## Razvoj i izumiranje
Smatra se da su se prvi primjerci ove vrste pojavili na prostoru današnje Indije prije oko dva miliona godina, odakle su migrirali u druge dijelove Azije, na Srednji istok, a u Evropu su stigli prije 250.000 godina. Inače, u svijetu su postojale tri podvrste tura koje su naseljavale različite prostore:
- — naseljavao prostore većeg dijela Evrope, sem najsjevernije oblasti (sjever Skandinavskog poluostrva) i Irske, Srednji istok, centralne oblasti Azije pa i neke dijelove Dalekog istoka,
- — naseljavao prostore Indije,
- — nastanjen u najsjevernijem dijelu Afrike.

Malo je informacija o prisustvu i životu divljeg goveda na Dalekom istoku i srednjoj Aziji, ali i u sjevernoj Africi (gdje se spominju u egipatskim spisima o lovu faraona Ramzesa). Nešto je više podataka o turu u Evropi, gdje su ih praistorijski ljudi oslikavali na zidovima pećina, Rimljani su pisali o njihovoj upotrebi i pripitomljavanju, bili su sastavni dio grbova i zastava nekih srednjovjekovnih evropskih zemalja itd. Uzroci njihovog izumiranja leže u činjenici da su se masovno izlovljavali tokom praistorije i srednjeg vijeka. Pored toga, širenje ljudske populacije i krčenje šuma ugrožavalo je životni prostor divljeg goveda. Prvo pripitomljavanje počelo je na južnom Kavkazu i sjevernoj Mesopotamiji oko 6000 godina p.n.e. U Evropi se do 13. vijeka, stanište tura smanjilo na Panonsku niziju, Litvaniju, Poljsku, Istočnu Prusku, Moldaviju i Transilvaniju. Poslednji primjerak tura je bila ženka koja je uginula 1627. godine u Poljskoj. Uporedo sa lovom, divlje jedinke su tiho iščezavale zbog pripitomljavanja, koje je zbog promjena načina života uslovilo anatomske i fiziološke promjene i na kraju nastanak nove vrste domaćeg goveda Bos taurus.

## Spoljašnje veze
- Nedavno izumrle vrste — tur (Bos primigenius primigenius)